# Campionati del mondo under 20 di atletica leggera 2018
I campionati del mondo under 20 di atletica leggera 2018 (17ª edizione) si svolgono a Tampere, in Finlandia, dal 10 al 15 luglio. Le competizioni hanno luogo presso il Tampereen stadion.
Le gare in programma sono 44 (22 maschili e 22 femminili), alle quali prendono parte 1462 atleti provenienti da 158 Paesi.
Durante la manifestazione sono stati battuti diversi record nazionali e continentali di categoria, oltre ai numerosi record dei campionati. In particolare sono stati migliorati i record dei campionati del mondo under 20 nelle seguenti discipline: 200 metri piani femminili, 800 metri femminili, 10.000 metri maschili, 3000 siepi femminili, salto con l'asta maschile, salto triplo maschile e decathlon.

## Medagliati

### Uomini
| Specialità | Oro                                                                       | Prestazione | Argento                                                                        | Prestazione   | Bronzo                                                                       | Prestazione |
| Corse piane |                                                                           |             |                                                                                |               |                                                                              |             |
| 100 m | Lalu Muhammad Zohri                                                       | 10"18       | Anthony Schwartz                                                               | 10"22         | Eric Harrison Jr.                                                            | 10"23       |
| 200 m | Jona Efoloko                                                              | 20"48       | Charles Dobson                                                                 | 20"57         | Eric Harrison Jr.                                                            | 20"79       |
| 400 m | Jonathan Sacoor                                                           | 45"03       | Christopher Taylor                                                             | 45"38         | Chantz Sawyers                                                               | 45"89       |
| 800 m | Solomon Lekuta                                                            | 1'46"35     | Ngeno Kipngetich                                                               | 1'46"45       | Eliott Crestan                                                               | 1'47"27     |
| 1.500 m | George Manangoi                                                           | 3'41"71     | Jakob Ingebrigtsen                                                             | 3'41"89       | Justus Soget                                                                 | 3'42"14     |
| 5.000 m | Edward Zakayo                                                             | 13'20"16    | Stanley Waithaka                                                               | 13'20"57      | Jakob Ingebrigtsen                                                           | 13'20"78    |
| 10.000 m | Rhonex Kipruto                                                            | 27'21"08    | Jacob Kiplimo                                                                  | 27'40"36      | Berihu Aregawi                                                               | 27'48"41    |
| 10.000 m marcia | Zhang Yao                                                                 | 40'32"06    | David Hurtado                                                                  | 40'32"06      | José Ortiz                                                                   | 40'45"26    |
| Corse a ostacoli |                                                                           |             |                                                                                |               |                                                                              |             |
| 110 hs (99 cm) | Damion Thomas                                                             | 13"16       | Orlando Bennett                                                                | 13"33         | Shunsuke Izumiya                                                             | 13"38       |
| 400 hs | Sokwakhana Zazini                                                         | 49"42       | Bassem Hemeida                                                                 | 49"59         | Alison dos Santos                                                            | 49"78       |
| 3.000 siepi | Takele Nigate                                                             | 8'25"35     | Jonathan Bett                                                                  | 8'25"39       | Getnet Wale                                                                  | 8'26"16     |
| Salti |                                                                           |             |                                                                                |               |                                                                              |             |
| Salto in alto | Adónios Mérlos Roberto Vílches                                            | 2,23 m      | non assegnato                                                                  | non assegnato | JuVaughn Blake Peyton Poole                                                  | 2,23 m      |
| Salto con l'asta | Armand Duplantis                                                          | 5,82 m      | Zachery Bradford                                                               | 5,55 m        | Masaki Ejima                                                                 | 5,55 m      |
| Salto in lungo | Yūki Hashioka                                                             | 8,03 m      | Maikel Y. Vidal                                                                | 7,99 m        | Wayne Pinnock                                                                | 7,90 m      |
| Salto triplo | Jordan Alejandro Díaz                                                     | 17,15 m     | Martin Lamou                                                                   | 16,44 m       | Jonathan Seremes                                                             | 16,18 m     |
| Lanci |                                                                           |             |                                                                                |               |                                                                              |             |
| Getto del peso (6 kg) | Kyle Blignaut                                                             | 22,07 m     | Adrian Piperi                                                                  | 22,06 m       | Odysseas Mouzenidis                                                          | 21,07 m     |
| Lancio del disco (1,75 kg) | Kai Chang                                                                 | 62,36 m     | Yauheni Bahutski                                                               | 61,75 m       | Claudio Romero                                                               | 60,81 m     |
| Lancio del giavellotto | Nash Lowis                                                                | 75,31 m     | Tzuriel Pedigo                                                                 | 73,76 m       | Maurice Voigt                                                                | 73,44 m     |
| Lancio del martello (6 kg) | Jake Norris                                                               | 80,65 m     | Mykhaylo Kokhan                                                                | 79,68 m       | Mykhaylo Havryliuk                                                           | 77,71 m     |
| Prove multiple |                                                                           |             |                                                                                |               |                                                                              |             |
| Decathlon | Ashley Moloney                                                            | 8190 p.     | Gary Haasbroek                                                                 | 7798 p.       | Simon Ehammer                                                                | 7642 p.     |
| Staffette |                                                                           |             |                                                                                |               |                                                                              |             |
| Staffetta 4×100 m | Stati Uniti Eric Harrison Jr. Anthony Schwarz Austin Kratz Micah Williams | 38"88       | Giamaica Xavier Nairne Christopher Taylor Jhevaughn Matherson Michael Stephens | 38"96         | Germania Lucas Ansah-Peprah Marvin Schulte Milo Skupin-Alfa Luis Brandner    | 39"22       |
| Staffetta 4×400 m | Italia Klaudio Gjetja Andrea Romani Alessandro Sibilio Edoardo Scotti     | 3'04"05     | Stati Uniti Elija Godwin Nicholas Ramey Justin Robinson Howard Fields          | 3'05"26       | Gran Bretagna Alex Haydock-Wilson Joseph Brier Alastair Chalmers Alex Knibbs | 3'05"64     |
| record mondiale; record mondiale stagionale; miglior prestazione mondiale under 20; miglior prestazione mondiale stagionale under 20; record africano; record asiatico; record europeo; record nord-centroamericano e caraibico; record sudamericano; record oceaniano; record dei campionati; record nazionale; record nazionale under 20; record personale; record personale stagionale. |                                                                           |             |                                                                                |               |                                                                              |             |

### Donne
| Specialità | Oro                                                                  | Prestazione | Argento                                                               | Prestazione | Bronzo                                                                     | Prestazione |
| Corse piane |                                                                      |             |                                                                       |             |                                                                            |             |
| 100 m | Briana Williams                                                      | 11"16       | Twanisha Terry                                                        | 11"19       | Kristal Awuah                                                              | 11"37       |
| 200 m | Briana Williams                                                      | 22"50       | Lauren Rain Williams                                                  | 23"09       | Martyna Kotwiła                                                            | 23"21       |
| 400 m | Hima Das                                                             | 51"46       | Andrea Miklós                                                         | 52"07       | Taylor Manson                                                              | 52"28       |
| 800 m | Diribe Welteji                                                       | 1'59"74     | Carley Thomas                                                         | 2'01"13     | Delia Sclabas                                                              | 2'01"29     |
| 1.500 m | Alemaz Samuel                                                        | 4'09"67     | Miriam Cherop                                                         | 4'10"73     | Delia Sclabas                                                              | 4'11"98     |
| 3.000 m | Nozomi Tanaka                                                        | 8'54"01     | Meselu Berhe                                                          | 8'56"39     | Tsige Gebreselama                                                          | 8'59"20     |
| 5.000 m | Beatrice Chebet                                                      | 15'30"77    | Ejgayehu Taye                                                         | 15'30"87    | Girmawit Gebrzihair                                                        | 15'34"01    |
| 10.000 m marcia | Alegna González                                                      | 44'13"88    | Meryem Bekmez                                                         | 44'17"69    | Glenda Morejón                                                             | 44'19"40    |
| Corse a ostacoli |                                                                      |             |                                                                       |             |                                                                            |             |
| 100 hs | Tia Jones                                                            | 13"01       | Britany Anderson                                                      | 13"01       | Cortney Jones                                                              | 13"19       |
| 400 hs | Zenéy van der Walt                                                   | 55"34       | Shiann Salmon                                                         | 56"11       | Yasmin Giger                                                               | 56"98       |
| 3.000 siepi | Celliphine Chespol                                                   | 9'12"78     | Peruth Chemutai                                                       | 9'18"87     | Winfred Mutile Yavi                                                        | 9'23"47     |
| Salti |                                                                      |             |                                                                       |             |                                                                            |             |
| Salto in alto | Karyna Taranda                                                       | 1,92 m      | Sommer Lecky                                                          | 1,90 m      | María Fernanda Murillo                                                     | 1,90 m      |
| Salto con l'asta | Amálie Švábíková                                                     | 4,51 m      | Lisa Gunnarsson                                                       | 4,35 m      | Alice Moindrot                                                             | 4,35 m      |
| Salto in lungo | Lea-Jasmin Riecke                                                    | 6,51 m      | Ayaka Kora                                                            | 6,37 m      | Tara Davis                                                                 | 6,36 m      |
| Salto triplo | Aleksandra Nacheva                                                   | 14,18 m     | Mirieli Santos                                                        | 13,81 m     | Davisleydi Velazco                                                         | 13,78 m     |
| Lanci |                                                                      |             |                                                                       |             |                                                                            |             |
| Getto del peso | Maddison-Lee Wesche                                                  | 17,09 m     | Zhang Linru                                                           | 17,05 m     | Jorinde van Klinken                                                        | 17,05 m     |
| Lancio del disco | Alexandra Emilianov                                                  | 57,89 m     | Helena Leveelahti                                                     | 56,80 m     | Silinda Oneisi Morales                                                     | 55,37 m     |
| Lancio del giavellotto | Alina Shukh                                                          | 55,95 m     | Tomoka Kuwazoe                                                        | 55,66 m     | Dana Baker                                                                 | 55,04 m     |
| Lancio del martello | Camryn Rogers                                                        | 64,90 m     | Alyssa Wilson                                                         | 64,45 m     | Yaritza Martínez                                                           | 63,82 m     |
| Prove multiple |                                                                      |             |                                                                       |             |                                                                            |             |
| Eptathlon | Niamh Emerson                                                        | 6253 p.     | Sarah Lagger                                                          | 6225 p.     | Adrianna Sułek                                                             | 5939 p.     |
| Staffette |                                                                      |             |                                                                       |             |                                                                            |             |
| Staffetta 4×100 m | Germania Victoria Dönicke Corinna Schwab Sophia Junk Denise Uphoff   | 43"82       | Irlanda Molly Scott Gina Akpe-Moses Ciara Neville Patience Jumbo Gula | 43"90       | Gran Bretagna Kristal Awuah Alisha Rees Georgina Adam Ebony Carr           | 44"05       |
| Staffetta 4×400 m | Stati Uniti Symone Mason Shae Anderson Julia Madubuike Taylor Manson | 3'28"74     | Australia Ella Connolly Cara Jardine Jemima Russell Carley Thomas     | 3'31"36     | Giamaica Janielle Josephs Stacey-Ann Williams Shiann Salmon Calisha Taylor | 3'31"90     |
| record mondiale; record mondiale stagionale; miglior prestazione mondiale under 20; miglior prestazione mondiale stagionale under 20; record africano; record asiatico; record europeo; record nord-centroamericano e caraibico; record sudamericano; record oceaniano; record dei campionati; record nazionale; record nazionale under 20; record personale; record personale stagionale. |                                                                      |             |                                                                       |             |                                                                            |             |

## Medagliere
| Posiz. | Nazione       | Oro | Argento | Bronzo | Totale |
| ------ | ------------- | --- | ------- | ------ | ------ |
| 1      | Kenya         | 6   | 4       | 1      | 11     |
| 2      | Giamaica      | 4   | 5       | 3      | 12     |
| 3      | Stati Uniti   | 3   | 8       | 7      | 18     |
| 4      | Etiopia       | 3   | 2       | 4      | 9      |
| 5      | Gran Bretagna | 3   | 1       | 3      | 7      |
| 6      | Sudafrica     | 3   | 0       | 1      | 4      |
| 7      | Australia     | 2   | 3       | 0      | 5      |
| 8      | Giappone      | 2   | 2       | 2      | 6      |
| 9      | Germania      | 2   | 0       | 2      | 4      |
| 10     | Messico       | 2   | 0       | 0      | 2      |
| 11     | Cuba          | 1   | 1       | 3      | 5      |
| 12     | Ucraina       | 1   | 1       | 1      | 3      |
| 13     | Bielorussia   | 1   | 1       | 0      | 2      |
| 13     | Cina          | 1   | 1       | 0      | 2      |
| 13     | Svezia        | 1   | 1       | 0      | 2      |
| 16     | Grecia        | 1   | 0       | 1      | 2      |
| 16     | Belgio        | 1   | 0       | 1      | 2      |
| 18     | Bulgaria      | 1   | 0       | 0      | 1      |
| 18     | Canada        | 1   | 0       | 0      | 1      |
| 18     | India         | 1   | 0       | 0      | 1      |
| 18     | Indonesia     | 1   | 0       | 0      | 1      |
| 18     | Italia        | 1   | 0       | 0      | 1      |
| 18     | Moldavia      | 1   | 0       | 0      | 1      |
| 18     | Nuova Zelanda | 1   | 0       | 0      | 1      |
| 18     | Rep. Ceca     | 1   | 0       | 0      | 1      |
| 26     | Irlanda       | 0   | 2       | 0      | 2      |
| 26     | Uganda        | 0   | 2       | 0      | 2      |
| 28     | Francia       | 0   | 1       | 2      | 3      |
| 29     | Brasile       | 0   | 1       | 1      | 2      |
| 29     | Ecuador       | 0   | 1       | 1      | 2      |
| 29     | Norvegia      | 0   | 1       | 1      | 2      |
| 32     | Austria       | 0   | 1       | 0      | 1      |
| 32     | Finlandia     | 0   | 1       | 0      | 1      |
| 32     | Qatar         | 0   | 1       | 0      | 1      |
| 32     | Romania       | 0   | 1       | 0      | 1      |
| 32     | Turchia       | 0   | 1       | 0      | 1      |
| 37     | Svizzera      | 0   | 0       | 4      | 4      |
| 38     | Polonia       | 0   | 0       | 2      | 2      |
| 39     | Bahrein       | 0   | 0       | 1      | 1      |
| 39     | Cile          | 0   | 0       | 1      | 1      |
| 39     | Colombia      | 0   | 0       | 1      | 1      |
| 39     | Guatemala     | 0   | 0       | 1      | 1      |
| 39     | Paesi Bassi   | 0   | 0       | 1      | 1      |
| Totale | Totale        | 45  | 43      | 45     | 133    |